# Johnny Gavin (football)
Johnny Gavin, né le 20 avril 1928 à Limerick et mort le 20 septembre 2007, était un footballeur international irlandais évoluant au poste d'ailier. 

## Carrière en club
Gavin évolua en amateurs avec Limerick FC en travaillant pour les chemins de fer irlandais. Norwich le recrute pour 1500 £ en 1948. Avec 132 buts en 338 matchs, il reste le meilleur buteur de l'histoire de Norwich et fut le premier joueur admis au Hall of Fame du club. Il effectue deux passages sous le maillot des Canaries de 1948 à 1958 avec un crochet par Tottenham d'octobre 1954 à novembre 1955. Il signe ensuite à Watford FC puis Crystal Palace avant de rejoindre les semi-professionnels de Cambridge City puis les amateurs de Newmarket Town puis de Fulbourn, où il achève sa carrière.

## Carrière internationale
Il fait ses débuts en équipe d'Irlande A le 8 septembre 1949 contre la Finlande. Gavin inscrit le but décisif sur un corner direct lors de cette première victoire irlandaise en match qualificatif pour la Coupe du monde.
Il honore sa dernière sélection le 3 octobre 1956 contre le Danemark. À cette occasion, il marque un but sur penalty.

## Sources
- (en) Stephen McGarrigle, The Complete who's who of Irish international football : 1945-1996, Edimbourg, Mainstream Publishing, octobre 1996, 237 p. (ISBN 1-85158-894-9), p. 76